# Drávamagyaród
Drávamagyaród (régebbi magyar nevén Ternovec, horvátul: Trnovec) falu Horvátországban, Muraköz megyében. Közigazgatásilag Drávavásárhelyhez tartozik.

## Fekvése
Csáktornyától 9 km-re, központjától Drávavásárhelytől 6 km-re nyugatra, a Dráva bal partján, közvetlenül a szlovén határ mellett fekszik.

## Története
A települést 1478-ban "Ternacz maius, Ternacz minus" alakban említik Csáktornya tartozékai között. Az uradalom részeként 1546-tól a Zrínyiek birtoka volt. Miután Zrínyi Pétert 1671-ben felségárulás vádjával halálra ítélték és kivégezték minden birtokát elkobozták, így a birtok a kincstáré lett. III. Károly 1719-ben az uradalommal együtt szolgálatai jutalmául elajándékozta Althan Mihály János cseh nemesnek. 1791-ben az uradalmat gróf Festetics György vásárolta meg és ezután 132 évig a tolnai Festeticsek birtoka volt.
Vályi András szerint " TERNOVECZ, és Ternovcsák. Két falu Szala Várm. földes Urok Gr. Álthán Uraság, lakosaik többfélék, fekszik Ternovcsák Stridóhoz közel, mellynek filiája; ama’ pedig Macsineczhez nem meszsze, ’s ennek filiája; földgyeik közép termékenységűek, vagyonnyaik meglehetősek."
1920 előtt Zala vármegye Csáktornyai járás miksavári körjegyzőséghez tartozott. 1941 és 1944 között ismét Magyarországhoz tartozott. 1936 és 1941 között Miksavárhoz csatolták. Napjainkban a drávavásárhelyi faluközösséghez és a miksavári egyházközséghez tartozik. Közúti határátkelő Szlovénia felé. Egykori cigánytelepe 2005-ben Parag néven elszakadt a településtől, új községet hozva ezzel létre a drávavásárhelyi faluközösségben.
A falu önkéntes tűzoltóegyletét 1922-ben alapították, ma is mintegy 50 tagja van.

## Lakossága
1900-ban 307 lakosából 299 horvát és 5 fő magyar nemzetiségű volt. 1910-ben 350 zömében horvát nemzetiségű lakosa volt. 1941-ben 490 lakosából egy fő kivételével mindenki magyarnak vallotta magát. 1991-ben 992 lakosából 693 volt a horvát és 277 a cigány nemzetiségű. Lakosságának száma dinamikusan növekedett, 2001-ben már 1189 lakosa volt. Parag kiválása után ma mintegy 400 lakosa van.

## Nevezetességei
A Havas Boldogasszony tiszteletére szentelt kápolnája.